# Patrick Hoogmartens
Patrick Hoogmartens (Tongeren, 19 de maio de 1952) é um clérigo belga e bispo de Hasselt.
Patrick Hoogmartens foi ordenado sacerdote para a Diocese de Hasselt em 4 de julho de 1982.
O Papa João Paulo II o nomeou Bispo Coadjutor de Hasselt em 8 de julho de 1997. O bispo de Hasselt, Paul Schruers, o consagrou bispo em 26 de outubro do mesmo ano; Os co-consagrantes foram Cardeal Godfried Danneels, Arcebispo de Malines-Bruxelas e Bispo Militar da Bélgica, Eugeen Laridon, Bispo Auxiliar de Bruges, Alexis Habiyambere SJ, Bispo de Nyundo, e Albert Jean Charles Ghislain Houssiau, Bispo de Liège.
Com a aposentadoria de Paul Schruers em 25 de outubro de 2004, ele o sucedeu como Bispo de Hasselt.